# Анрі Соссюр
Анрі де Соссюр (1829—1905) — швейцарський мандрівник, геолог, ентомолог, відомий дослідженнями комах, зокрема прямокрилих, тарганів та богомолів. Куратор колекцій Музею природознавства Женеви. Батько лінгвіста Фердинана де Соссюра. Член Німецької академії наук «Леопольдіна», кавалер Ордену Почесного легіону (1866).

## Біографія
Онук натураліста Ораса Бенедикта де Соссюра та син хіміка й фізіолога рослин Ніколя Теодора де Соссюра.
У 1854—1856 роках здійснив ентомологічну експедицію до Мексики та Вест-Індії Співпрацював зі швейцарським ентомологом Альфонсом Пікте (фр. Alphonse Pictet, 1838—1903).
Мав трьох синів: лінгвіста Фердинана де Соссюра, математика Рене та сходознавця Леопольда.

## Науковий внесок
Соссюр організував кілька експедицій до Центральної та Південної Америки. Його основний внесок повязаний з таксономією тварин, переважно членистоногих. Загалом він описав приблизно 3,5 тисячі видів членистоногих, переважно комах з рядів перетинчастокрилих, прямокрилих, богомолів і тарганів. Також він описав чимало ракоподібних та багатоніжок. У своїх працях він також описав 23 види хребетних, зокрема 3 види птахів.
Соссюр був куратором Музею природознавства Женеви. Він був членом правління музею упродовж майже 40 років. Окрім власного збирання екземплярів, Соссюр розвинув мережу контактів з іншими дослідниками, позичаючи та надаючи в тимчасове користування зразки організмів, а також обмінюючи чи купуючи матеріал. Його інтерес до американської фауни привів до поповнення колекції музею зразками з Західної півкулі. Завдяки обмінам у музеї зберігаються типові екземпляри видів, описаних Йозефом Редтенбахером та Карлом Бруннером фон Ваттенвілом.
Великий внесок Соссюра в систематику богомолів. 1872 року він запропонував розділити всіх відомих на той час богомолів на дві групи «Nudipèdes»
та «Lobipèdes» — з ногами без лопатей та з лопатями відповідно. Також він започаткував низку триб та підтриб для систематизації родів. Він описав чимало богомолів Центральної та Південної Америки, а також 11 видів у Європейсько-Середземноморському регіоні.

## Наукові праці
- Saussure HD. 1861. Études sur quelques Orthoptères du Musée de Genève, nouveaux ou imparfaitement connus. Annales de la Société entomologique de France. 1(4):469–494, 2 pl.
- Saussure HD. 1869. Essai d'un système des Mantides. Mittheilungen der Schweizerischen entomologischen Gesellschaft. 3(2):49–73.
- Saussure HD. 1870. Additions au système des Mantides. Mittheilungen der Schweizerischen entomologischen Gesellschaft. 3(5):221–244.
- Saussure HD. 1871a. Mélanges orthoptérologiques. IIIme Fascicule. IV. Mantides. Mémoires de la Société de Physique et d'Histoire naturelle de Genève. 21(2):1–214, 2 pl.
- Saussure HD. 1871b. Mélanges orthoptérologiques. Supplément au IIIme Fascicule. Mantides. Mémoires de la Société de Physique et d'Histoire naturelle de Genève. 21(2):239–337, 1 pl
- Saussure HD. 1872. Mélanges orthoptérologiques. IVme Fascicule. Mantides et Blattides. Mémoires de la Société de Physique et d'Histoire naturelle de Genève. 23(2):1–164, 3 pl.
- Saussure HD. 1892. Orthoptera Centrali-Americana. Familie des Mantidis. Societas Entomologica. 7(16):121–124.
- Saussure HD. 1898. Analecta entomologica. I. Orthopterologica. Famille des Mantides. Revue suisse de Zoologie. 5:183–248, 787—809, 1 pl.
- Saussure HD. 1899. Orthoptera, p. 569—664, 2 pl. in: Voeltzkow A editor, Wissenschaftliche Ergebnisse der Reisen in Madagaskar und Ostafrika in den Jahren 1889—95 von Dr. A. Voeltzkow. Abhandlungen herausgegeben von der Senckenbergischen Naturforschenden Gesellschaft. 21:1–664, 38 pl., 3 m.
- Saussure HD, Zehntner L. 1894. Fam. Mantidae, p. 123—197, 5 pl. in: Saussure H de, Zehntner L, Pictet A, Bormans A de 1894—1899, Biologia Centrali-Americana. Insecta. Orthoptera Vol. I. Societas Entomologica. 1:1–458, 22 pl.
- Saussure HD, Zehntner L. 1895. Histoire naturelle des Blattides et Mantides. In: Grandidier A, editor. Histoire physique, naturelle et politique de Madagascar, Volume XXIII, Histoire naturelle des Orthoptères. Paris: L'Imprimerie Nationale; p. 1–244, 7 pl.